# Parasiccia altaica
Parasiccia altaica är en fjärilsart som beskrevs av Lederer 1855. Parasiccia altaica ingår i släktet Parasiccia och familjen björnspinnare. Inga underarter finns listade i Catalogue of Life.